# 3299 Hall
3299 Hall este un asteroid din centura principală, descoperit pe 10 octombrie 1980 de Carolyn Shoemaker.